# Ди Бенедетто, Ида
И́да Ди Бенеде́тто (итал. Ida Di Benedetto; род. 3 июня 1945, Неаполь, Италия) — итальянская актриса кино и телевидения, кинопродюсер.

## Биография
Родилась 3 июня 1945 года в Неаполе. Дебютировала в кино в 1974 году, в небольшой роли в фильме «Игра в правду» режиссёра Микеле Масса.  
Среди её ролей — Мария Роза в киноповести известного режиссёра Карло Лидзани «Фонтамара», Пупетта Ферранте в фильме немецкого режиссёра Вернера Шретера «Неаполитанское королевство», Иммаколата в нашумевшей драме «Иммаколата и Кончетта: другие ревность». Играла в криминальных лентах, комедиях, телесериалах. 
Снималась в фильмах режиссёров Марио Моничелли, Пупи Авати, Лины Вертмюллер, Сальваторе Пишичелли, Дамиано Дамиани.  
Совместно с дочерью Стефанией Бифа обладает кинопродюсерской компанией «Titania Produzioni».